# Cavernas de California
Cavernas de California (en inglés: California Caverns) se localizan en Cave City (Ciudad de la Cueva), son una serie de cavernas que constituyen una de las primeras registradas oficialmente en la región de Mother Lode del estado estadounidense de California. A pesar de ser una de numerosas cuevas de la región de Mother Lode, las Cavernas de California tienen la distinción de tener el más amplio sistema de cuevas y pasadizos del sector.
También fueron las primeras que se abrieron al público como una atracción turística. Los primeros visitantes incluye Bret Harte, Mark Twain y John Muir, este último incluso escribió sobre su visita al lugar, en su libro de 1894, las montañas de California (The Mountains of California).
La cueva fue descubierta por el capitán Joseph Taylor en 1849 o 1850. Se abrió para visitas públicas, por lo que es la primera cueva de exhibición en California. Taylor le dio el nombre de Mammoth Cave (Cueva del Mamut), pero en 1894 era conocida como la Cueva de Cave City.